# Francisco Javier Carrera Noriega
Francisco Javier Carrera Noriega (Llanes, Asturias, 24 de marzo de 1965-Valladolid, 9 de octubre de 2024) fue un político español. Procurador de la Junta de Castilla y León (2022-2024).

## Biografía
Nació en la localidad asturiana de Llanes (1965). Hijo de Bernardo Carrera y Mª del Carmen Noriega. El matrimonio tuvo tres hijos: Francisco Javier, Cristina y Sara Carrera Noriega.
Tras las elecciones autonómicas de Castilla y León (2022) fue designado procurador a la Junta de Castilla y León (marzo de 2022). Fue portavoz del Grupo Vox en la Comisión de Economía y Hacienda y en la de Procuradores, y ocupó la Presidencia de la Comisión de Industria Comercio y Empleo. También formó parte de las comisiones de Cultura, Turismo y Deporte, y Movilidad y Transformación Digital.
Su última intervención en las Cortes castellano-leonesas se produjo el 10 de septiembre. Carrera Noriega presentó una iniciativa de su formación política para bonificar el cien por cien de la cuota tributaria del Impuesto de Actos Jurídicos Documentados y del Impuesto de Transmisiones Patrimoniales.
Estaba casado con Silvia Guilarte Ayuso.
El 8 de octubre de 2024 fue ingresado en un hospital de Valladolid, donde falleció al día siguiente a causa de un cáncer diagnosticado en 2023.